# Mullayyanagiri

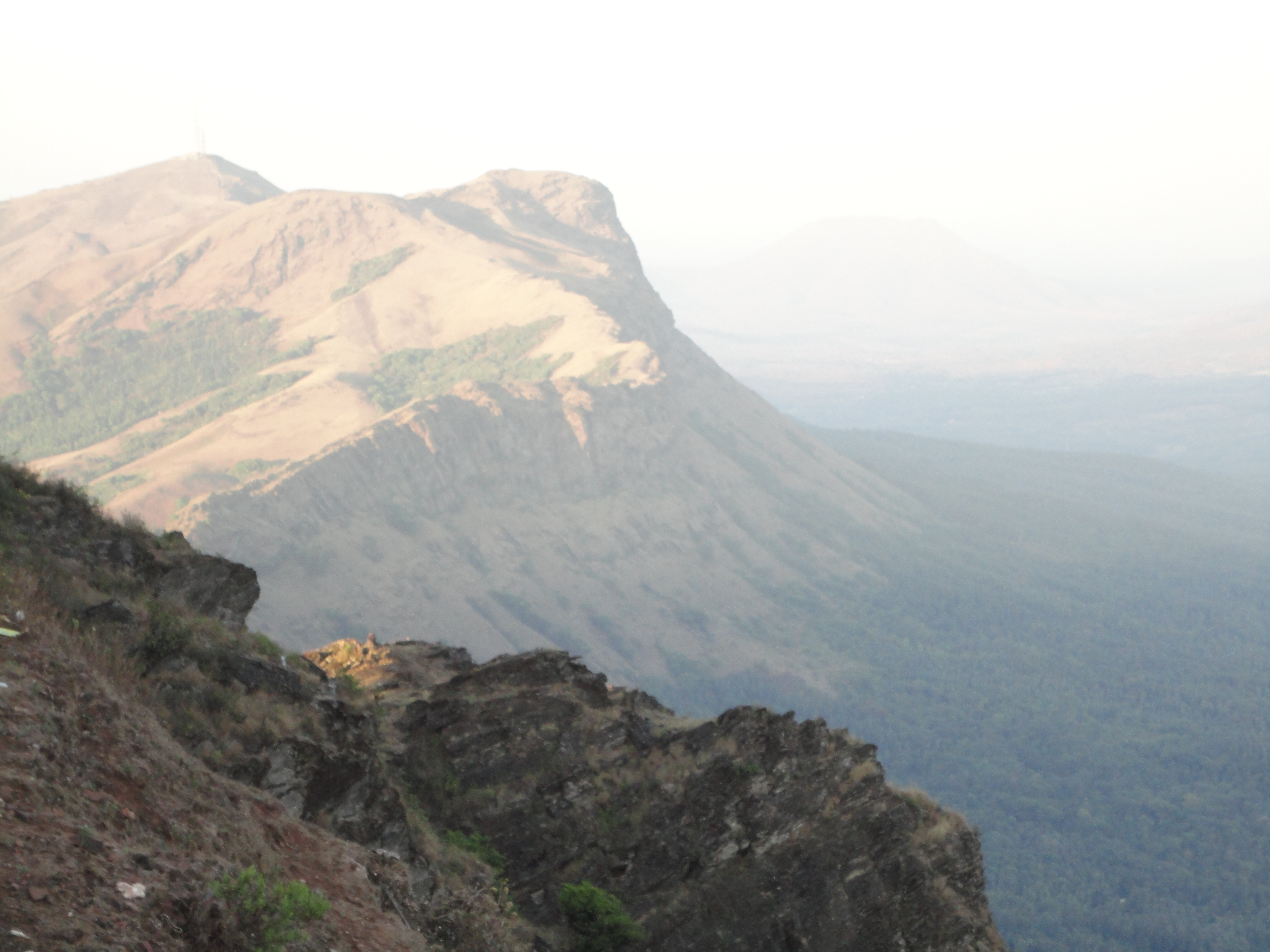
Mullayyanagiri

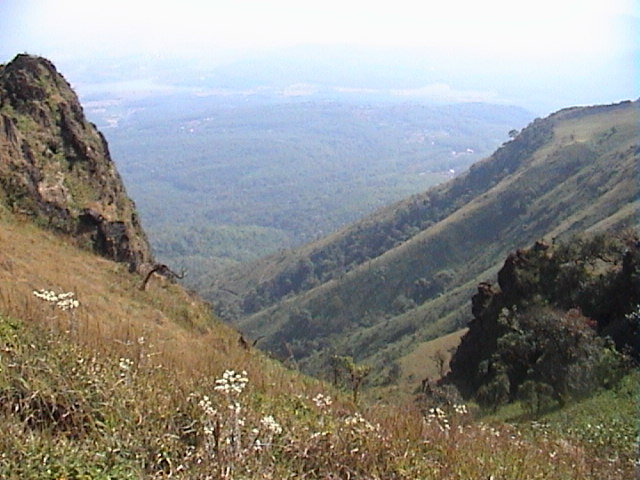
Camino al Mullayyanagiri

Mullayyanagiri (en canarés: ಮುಳ್ಳಯ್ಯನಗಿರಿ) es el pico más alto del estado de Karnataka, India. El Mullayyanagiri se encuentra en la cordillera Chandra Dhrona de los Ghats Occidentales de Chikkamagaluru Taluk. Con una altura de 1930 m, es el pico más alto entre los Himalayas y las Nilgiris. Mullayyanagiri es uno de los mejores lugares de excursionismo en Karnataka y el sur de la India. La puesta del sol presenta una vista espectacular desde la cima. La cumbre de Mulayyanagiri también alberga una estación repetidora de radio de la policía.

## Templo
El pico recibe su nombre de un pequeño templo (gadduge/tumba) existente en la cumbre dedicado a una tapasvi "Mulampa swamy" que se cree que meditó en las cuevas que existen cerca de la cumbre. Las cuevas son accesibles y no muy profundas, tienen una entrada directa a la garbagudi del templo, entrada que ahora ha sido cerrada por los sacerdotes del templo. Aparte de varias versiones folclóricas y de la sólida cultura Siddha de los alrededores, los orígenes o cualquier información acerca de la deidad sigue siendo ambigua.

## Excursionismo
Antiguamente, cuando no existían los actuales caminos de asfalto y los 300 peldaños de hormigón, se utilizaba un sendero para alcanzar el pico conocido como Sarpadadi o Sarpanadi. Aunque no es muy visitado actualmente, este sendero es apreciado por senderistas.